# Meioneta yakutsaxatilis
Meioneta yakutsaxatilis är en spindelart som först beskrevs av Yuri M. Marusik och Koponen 2002.  Meioneta yakutsaxatilis ingår i släktet Meioneta och familjen täckvävarspindlar. Inga underarter finns listade i Catalogue of Life.